# 12시간제
| 24시간제로 현재 시각 (UTC) () | 24시간제로 현재 시각 (UTC) () |
| ----------------------------- | ----------------------------- |
| 09:40:16                      |                               |
|                               |                               |
| 24시간제                      | 12시간제                      |
| 00:00                         | 오전 12:00 (자정)             |
| 01:00                         | 오전 1:00                     |
| 02:00                         | 오전 2:00                     |
| 03:00                         | 오전 3:00                     |
| 04:00                         | 오전 4:00                     |
| 05:00                         | 오전 5:00                     |
| 06:00                         | 오전 6:00                     |
| 07:00                         | 오전 7:00                     |
| 08:00                         | 오전 8:00                     |
| 09:00                         | 오전 9:00                     |
| 10:00                         | 오전 10:00                    |
| 11:00                         | 오전 11:00                    |
| 12:00                         | 오후 12:00 (정오)             |
| 13:00                         | 오후 1:00                     |
| 14:00                         | 오후 2:00                     |
| 15:00                         | 오후 3:00                     |
| 16:00                         | 오후 4:00                     |
| 17:00                         | 오후 5:00                     |
| 18:00                         | 오후 6:00                     |
| 19:00                         | 오후 7:00                     |
| 20:00                         | 오후 8:00                     |
| 21:00                         | 오후 9:00                     |
| 22:00                         | 오후 10:00                    |
| 23:00                         | 오후 11:00                    |

12시간제(十二時間制, 영어: 12-hour clock)는 하루의 오전과 오후를 각각 12개의 시간으로 나눈 것이다.

## 같이 보기
- 24시간제